# O Kersnacht schooner dan de daegen
O Kersnacht schooner dan de daegen is het achtste album van de Belgische zanger Jan De Wilde uit 2011.

## Tracklist
1. In 't stalleken van Bethlehem
2. O herders, laet u bocxkens en schaepen
3. Nu sijt willekome Jesu, lieven Heer
4. Een kint geboren in Bethlehem
5. Maria die soude naer Bethlehem gaen
6. Een seraphinsche tonghe (Instrumentaal)
7. O Kersnacht, schooner dan de daegen (Instrumentaal)
8. O Kersnacht, schooner dan de daegen
9. Ontwaeckt, loopt, herders, desen nacht
10. O salich, heylich Bethleem
11. Het was een maghet uutvercoren
12. Herders, Hy is geboren
13. Hoe leit dit kindeken hier in de kou!
14. Er is een kindeke geboren op d'aard
15. Herders brengt melk en soetigheyd
16. Kinder swijcht, so moochdi horen
17. O nacht, o blyde nacht

## Meewerkende muzikanten
- Muzikanten:
  - Bart Naessens (klavecimbel, orgel)
  - Clari Cantuli (kinderkoor)
  - Erik Van Nevel (dirigent)
  - Frank Wakelkamp (barokcello, viola da gamba)
  - Hendrik-Jan Wolfert (violone)
  - Jan De Wilde (zang)
  - Madoka Nakamaru (barokviool)
  - Makoto Akatsu (barokviool)
  - Philippe Malfeyt (theorbe)
  - Piet Stryckers (viola da gamba)
  - René Van Laken (barokaltviool)
  - Ria Van Wing (koorleider)
  - Simen Van Mechelen (baroktrombone)
  - Stefaan Verdegem (barokhobo, barokhobo d'amore)
  - Steven Bossuyt (baroktrompet)
  - Willem Ceuleers (blokfluit, klavecimbel)